# Miroslav Kadlec
Miroslav Kadlec   (Uherské Hradiště, 22 de juny de 1964) és un exfutbolista txec de la dècada de 1990.
Fou 43cops internacional amb la selecció txecoslovaca amb la qual participà en la Copa del Món de Futbol de 1990 i 38 amb Txèquia.
Pel que fa a clubs, defensà els colors de 1. FC Kaiserslautern, TJ Vítkovice i 1. FC Brno.
El seu fill és el també futbolista Michal Kadlec.

## Palmarès
1. FC Kaiserslautern
- Lliga alemanya de futbol: 1990-91, 1997-98
- DFB-Pokal: 1995-96